# Alexandre Francisco da Costa
Alexandre Francisco da Costa (Desterro) foi um político brasileiro.
Filho de João Antônio da Costa e de Maria da Madalena. Casou com Maria Cândida Pereira, havendo deste matrimônio dentre outros o filho Quintino Francisco da Costa.
Foi deputado à Assembleia Legislativa Provincial de Santa Catarina na 10ª legislatura (1854 — 1855), na 11ª legislatura (1856 — 1857), na 15ª legislatura (1864 — 1865), e na 19ª legislatura (1872 — 1873).